# Brittany Cameron
Brittany Cameron (* 3. Dezember 1986 in Dublin, Kalifornien) ist eine US-amerikanische Fußballspielerin.

## Karriere
Cameron spielte zwischen 2009 und 2011 in der WPS für Los Angeles Sol, den FC Gold Pride und Western New York Flash. Mit den Flash gewann sie im Jahr 2011 die Meisterschaft. Im darauffolgenden Jahr wurde die WPS aufgelöst und Cameron spielte mit Western New York in der neugeschaffenen WPSL Elite. Anfang 2013 wurde sie als 13. Spielerin während der zweiten Runde des sogenannten Supplemental-Draft der neugegründeten NWSL vom Sky Blue FC verpflichtet. Ihr Ligadebüt gab sie am 14. April 2013 bei einem 1:0-Sieg gegen das neue Franchise ihres ehemaligen Arbeitgebers Western New York Flash. Im Herbst 2014 wechselte sie bis Januar 2015 auf Leihbasis zum japanischen Erstligisten Vegalta Sendai. Nach der darauffolgenden Saison 2015 beim Sky Blue FC wechselte Cameron anschließend fest zu Vegalta Sendai.

## Erfolge
- 2011: Meister der WPS (Western New York Flash).
- 2012: Meister der WPSL Elite (Western New York Flash).